# Paul Copley
Paul Mackriell Copley, né le 25 novembre 1944 à Denby Dale, est un acteur britannique.